# Max Amann (politico)
Max Amann (Monaco di Baviera, 24 novembre 1891 – Monaco di Baviera, 30 marzo 1957) è stato un editore, politico e generale tedesco.

## Biografia
Sergente della compagnia di Adolf Hitler nella prima guerra mondiale, fu tra i primi sostenitori del Partito Nazista e partecipò al fallito Putsch di Monaco del 1923. Con la sua casa editrice Eher Verlag, nel 1925 pubblicò il  Mein Kampf.
Fu eletto al Reichstag nel 1933; lo stesso anno fu nominato presidente degli editori del Reich e presidente della camera dei giornalisti del Reich, cariche che sfruttò per far diventare la Eher Verlag quasi monopolista del mercato editoriale tedesco e per accrescere faraonicamente le sue ricchezze.
Con la sconfitta del Reich nella seconda guerra mondiale, fu condannato a dieci anni di prigione e gli furono requisiti tutti i beni; rilasciato nel 1953, morì in povertà nel 1957.